# Jüdischer Friedhof (Úpice)
Koordinaten: 50° 30′ 36,7″ N, 16° 0′ 49,1″ O

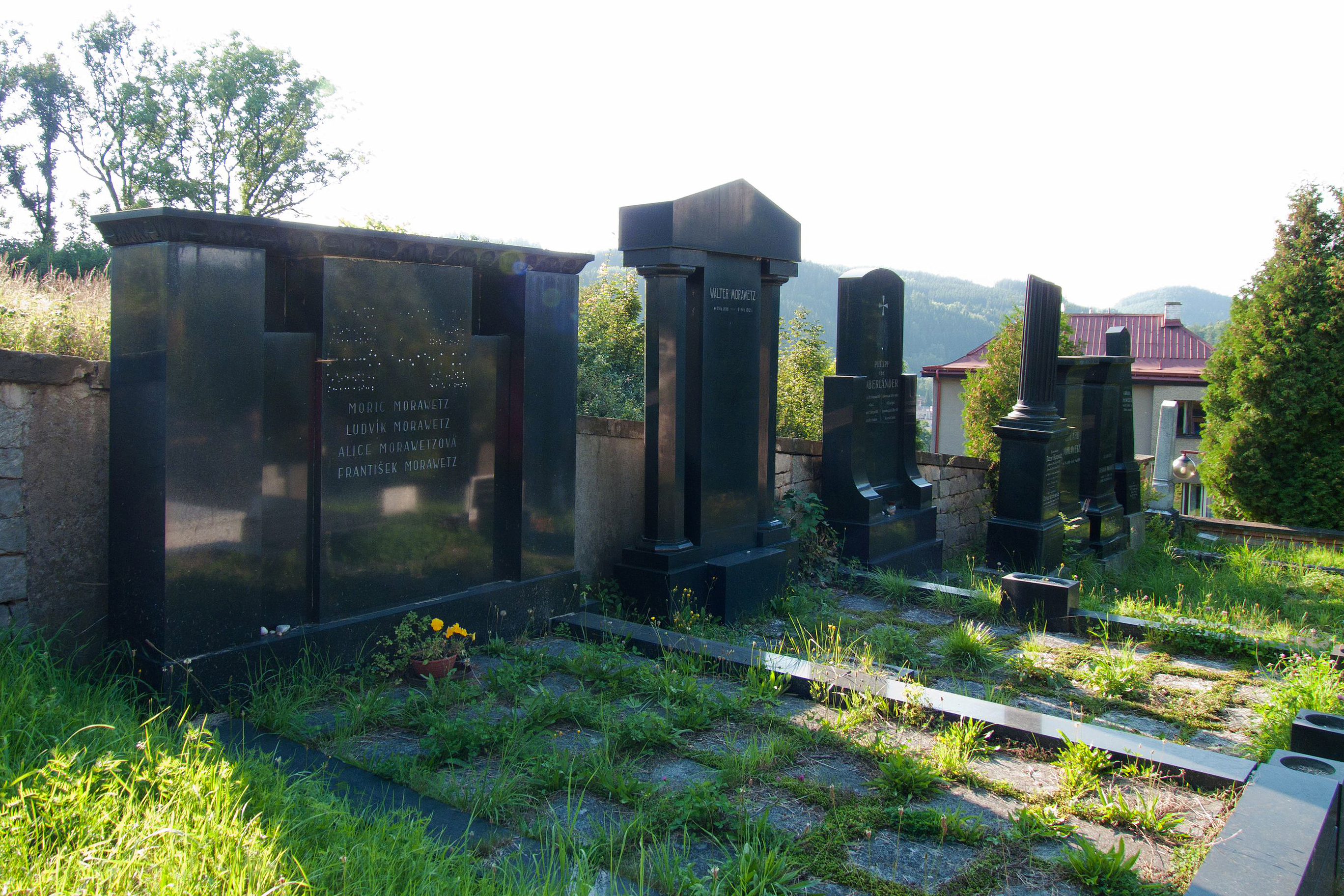
Jüdischer Friedhof in Úpice

Der Jüdische Friedhof in Úpice (deutsch Eipel), einer tschechischen Stadt im Okres Trutnov, wurde im 19. Jahrhundert angelegt. Der jüdische Friedhof liegt am südwestlichen Stadtrand.
Auf dem circa 600 Quadratmeter großen Friedhof sind noch etwa 20 Grabsteine vorhanden.